# Kampfhund

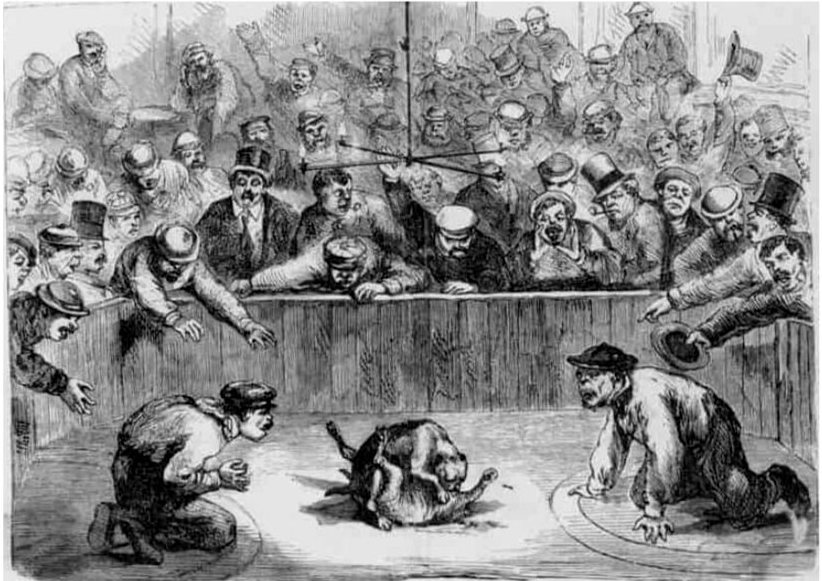
Der Pit, die Hundekampfarena, USA, 1868

Als Kampfhunde im eigentlichen Sinne werden Hunde bezeichnet, die zu Tierkämpfen, insbesondere zu Hundekämpfen, aber auch zu Kämpfen z. B. gegen Bullen gezüchtet, ausgebildet und eingesetzt werden. Der Begriff bezeichnete ursprünglich keine bestimmte Hunderasse, sondern ein bestimmtes Einsatzgebiet. Später wurden speziell für den Tierkampf einige klar voneinander abgetrennte Hunderassen gezüchtet, bei deren Nachfolgern jedoch in den offiziellen Zuchtlinien die besondere Tierkampfeignung oft nicht mehr zu den Zuchtzielen zählt. Zu den wenigen Hunderassen, die noch legal bei Hundekämpfen eingesetzt und dafür offiziell selektiv gezüchtet werden, zählt der Tosa Inu. Obwohl Hundekämpfe weltweit in vielen Ländern verboten sind, finden sie und eine damit verbundene selektive und lukrative Zucht bestimmter Hundetypen auf Kampftauglichkeit („gameness“) weiterhin statt.
Seit Ende des 20. Jahrhunderts wird der Begriff Kampfhund auch im Zusammenhang mit Angriffen von Hunden auf Menschen oder andere Hunde verwendet. Der Begriff Kampfhund steht hier im Zusammenhang mit der Einführung von Rasselisten und wird teilweise für eine spezielle Kategorie gefährlicher Hunde verwendet. Hunde der Rassen Staffordshire Bullterrier, American Staffordshire Terrier, American Pit Bull Terrier, Bullterrier, Tosa Inu etc. sowie Kreuzungen dieser Rassen untereinander oder mit anderen Rassen werden als Kampfhunde bezeichnet.

## Kriegs- und Kampfhunde

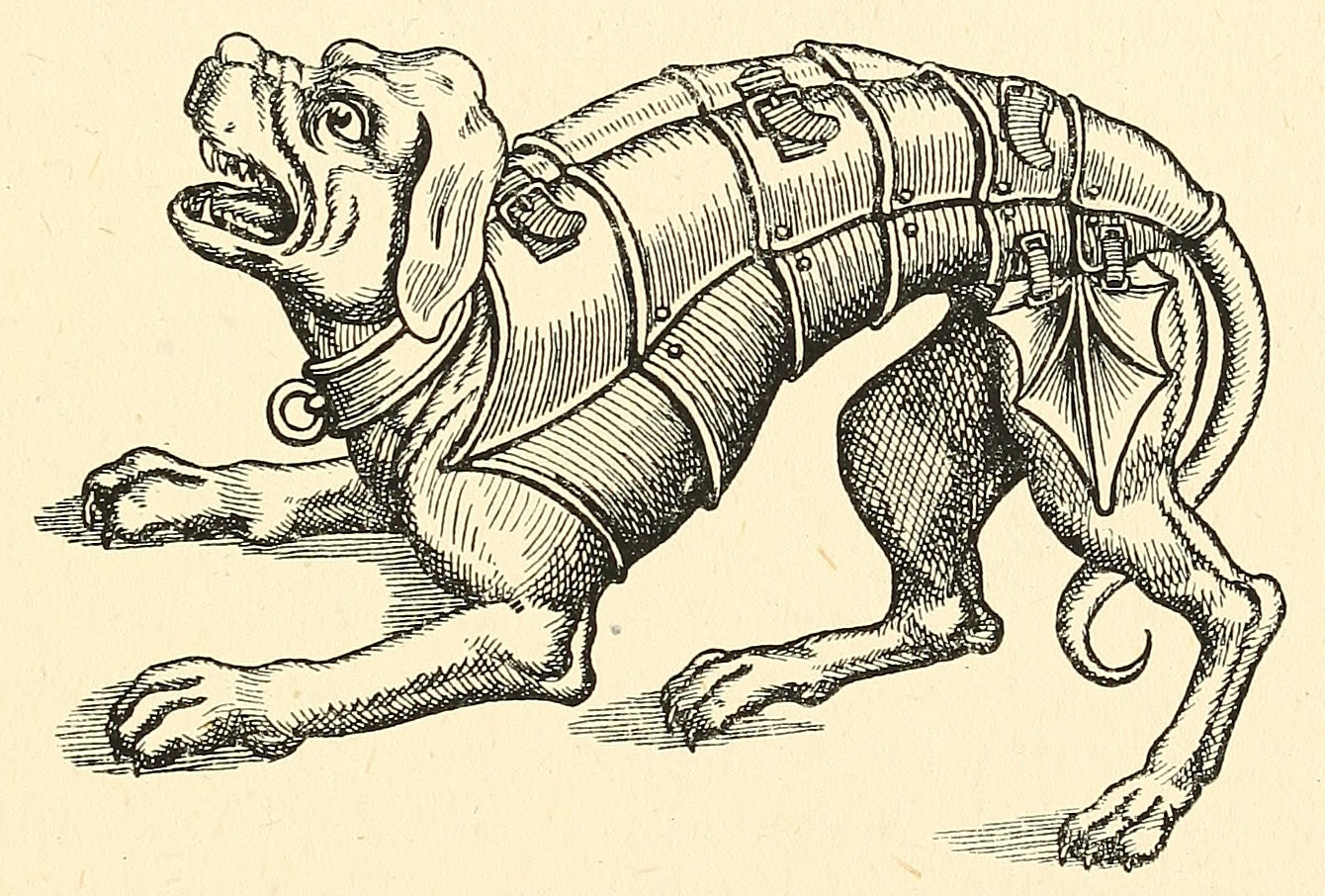
Gepanzerter molosserartiger Hund nach einer mittelalterlichen Darstellung von Alaert du Hamel von 1478–1494

Bereits in den Kulturen der Frühzeit der Menschheit wurden sehr große Hunde des Mastiff-Typs als Kriegshunde eingesetzt. Griechische und assyrische Armeen beispielsweise sandten ihren Kriegern Kriegshunde voraus, die das gegnerische Feuer auf sich ziehen oder den Feind aufspüren sollten. Häufig trugen sie Messer oder Fackeln am Halsband, um Tod und Verwirrung in die gegnerischen Reihen zu tragen.
Selbst im 19. und 20. Jahrhundert wurden Hunde im Kriegseinsatz infolge der statischer werdenden Kriegführung (Grabenkrieg) wieder häufiger eingesetzt. Sanitätshunde halfen beim Auffinden von Verletzten. Vorpostenhunde unterstützten die Wachen bei ihrer Arbeit und trugen Meldungen von Feldposten oder Patrouillen zurück. Ziehhunde wurden eingesetzt, um die Frontsoldaten mit Munition zu versorgen. Im deutschen Heer hatte jedes Jägerbataillon 10 bis 12 abgerichtete Kriegshunde. Solche wurden auch von Österreichern, Franzosen, Italienern, Türken und anderen eingesetzt.
Im antiken Rom ließ man in der Arena Hunde gegen Bären, Löwen und auch Gladiatoren kämpfen. Nach Abbildungen auf der Trajanssäule wurden Kampfhunde vom Molossertyp von Soldaten der römischen Legionen gegen den Feind eingesetzt.
Das Aufkommen von Soldatenrüstungen machten die Methode der Kriegsführung mit Kriegshunden bedeutungslos. Stattdessen wurden sie jetzt als Wächter großer Anwesen oder zum Treiben von Vieh, besonders auch Bullen, zum Markt eingesetzt. Daraus entwickelte sich der blutige Sport des sogenannten Bullenbeißens, der sich über Jahrhunderte fortsetzte, bis er Anfang des 19. Jahrhunderts endgültig verboten wurde.

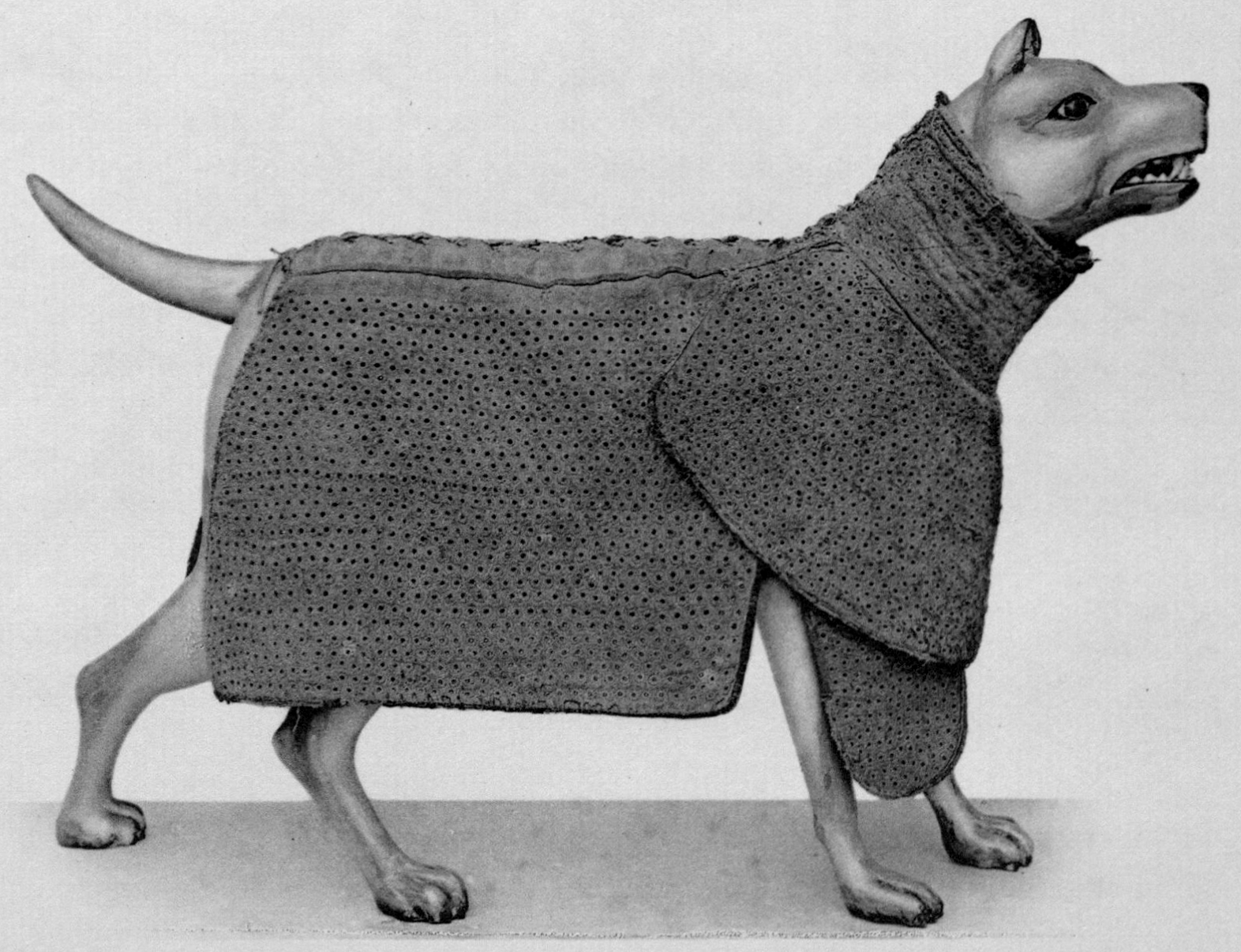
Jagdhundpanzer aus dem 17. Jhd., in der Rüstkammer der Wartburg

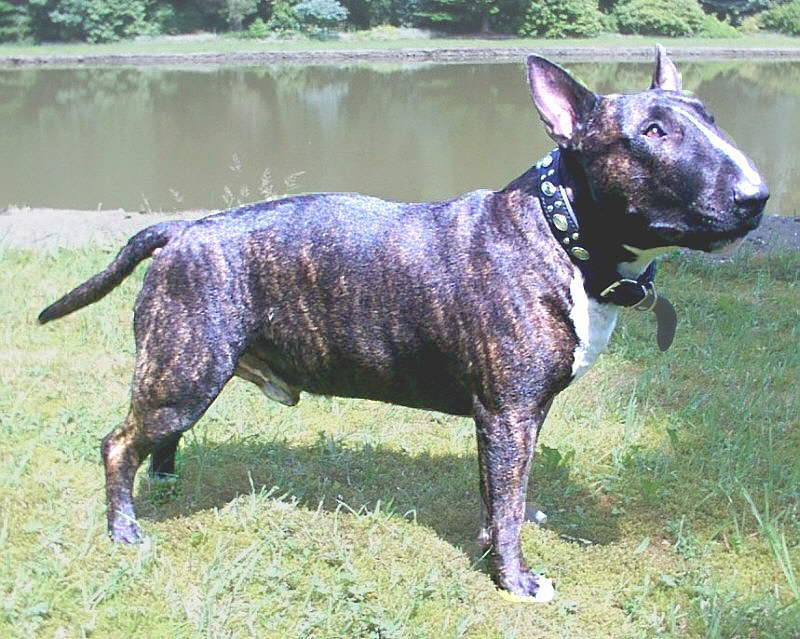
Bullterrier

Im 18. und 19. Jahrhundert hatten die Hundekämpfe ihre Blütezeit. In den Arenen kämpften alle möglichen Rassen nicht nur gegen Hunde, sondern auch gegen andere Tiere wie Dachse, Wölfe, Wildschweine, Bären, Löwen und Bullen. Da die Kampfweise der Bulldoggen, sich schnell und unblutig in den Gegner zu verbeißen und nicht mehr loszulassen, für die Zuschauer den Nervenkitzel einer blutigen Beißerei vermissen ließ, wurden Terrier eingekreuzt. Daraus entwickelten sich die sogenannten „Bull-and-Terrier“. Das Ergebnis waren körper- und bisskräftige Hunde mit dem Temperament und der Schnelligkeit von Terriern, im Kampf schmerzunempfindlich, mit großer Ausdauer, Mut (engl. „courage“) und bedingungsloser „Tapferkeit“, auch als „Kampflust“ oder „Kampfwille“ bezeichnet (engl. „gameness“), die gegebenenfalls verbissen bis zum eigenen Tode kämpften. Bei Kämpfen in der Arena (englisch pit, daher die Bezeichnung Pit Bull und American Pit Bull Terrier) konnte der Besitzer des Siegers leicht einen Monatsverdienst oder mehr gewinnen.
Die Hunde durften während eines Hundekampfes keinerlei Aggressivität gegenüber Menschen zeigen („Zuverlässigkeit“), da sich bei einem regulären Kampf drei Menschen (ein Schiedsrichter und zwei Sekundanten) mit in der Kampfarena befanden und die Hunde auch während der Kämpfe angefasst und hochgehoben werden mussten.
Im Rahmenprogramm von Hundekämpfen kamen auch kleine Terrier zum Einsatz, die in einem vorgegebenen Zeitrahmen möglichst viele Ratten zu töten hatten.

## Gesetzesänderungen
Am 9. September 1835 wurden Hundekämpfe in England und Wales verboten, Ende des 19. und Anfang des 20. Jahrhunderts auch in den meisten anderen Industrieländern. Seither gibt es dort keine legalen Hundekämpfe mehr. Die Bezeichnung Kampfhund für die erwähnten Rassen reflektiert im Allgemeinen daher historische Gegebenheiten des 18. und 19. Jahrhunderts, die gegenwärtig nur noch im illegalen Umfeld vorliegen.

## Illegale Hundekämpfe
Auch wenn Hundekämpfe in Europa schon lange verboten sind, finden die im kriminellen Untergrund immer noch statt, selbst in Deutschland oder in Spanien. In Wales und England wurden im Jahr 2023 mehr als 30 illegale Hundekämpfe pro Monat gezählt.
Auch in Australien sind illegale Hundekämpfe bekannt geworden.

### Indonesien
Seit den 1960ern gibt es in indonesischen Dörfern auf Java an Wochenenden Hundekämpfe gegen Wildschweine, diese Kämpfe sind als Adu Bagong bekannt. 2017 wurden die Kämpfe verboten, sie finden jedoch unter anderer Bezeichnung immer noch statt.

### Vereinigte Staaten
In den USA sind ca. 40.000 Menschen in Hundekämpfen involviert, obwohl diese seit 2007 bundesweit als Straftat gelten. Mindestens 16.000 Hunde sterben jährlich im Zusammenhang mit Hundekämpfen. Zusätzlich sterben weitere Tiere, wie Katzen oder andere Haustiere, die zu Trainingszwecken eingesetzt werden.

#### Trunking
Eine neue Variante des illegalen Hundekampfs, welche ihren Ursprung im US-Bundesstaat Florida hat, stellt Trunking (abgeleitet vom englischen Begriff für Kofferraum) dar. Hierbei werden zwei Hunde gemeinsam in einen Kofferraum gesperrt und nach 10 bis 15 Minuten Fahrt mit lauter Musik wird der Kofferraum geöffnet, um zu sehen welcher Hund noch am Leben bzw. weniger schwer verletzt ist und somit den Kampf gewonnen hat. Erste Versuche, diese Form der Tierquälerei gesetzlich als Straftat zu definieren, gab es 2013. Der US-Bundesstaat New Jersey veranlasste 2021 eine Gesetzesänderung, welche diese Kofferraum-Hundekämpfe als Tierquälerei 3. Grades festlegt. Der Strafrahmen bei Verstößen liegt bei $ 5.000 Geldstrafe und 3 bis 5 Jahren Gefängnis.

## Legale Hundekämpfe

### China
Hundekämpfe (chin. 鬥狗) sind in manchen Gebieten (zum Beispiel in Shanxi) erlaubt, allerdings sind Wetteinsätze verboten. Der Shar-Pei, auch als chinesischer Kampfhund bezeichnet, ist eine chinesische Hunderasse, die zeitweise für Hundekämpfe gezüchtet wurde.

### Japan

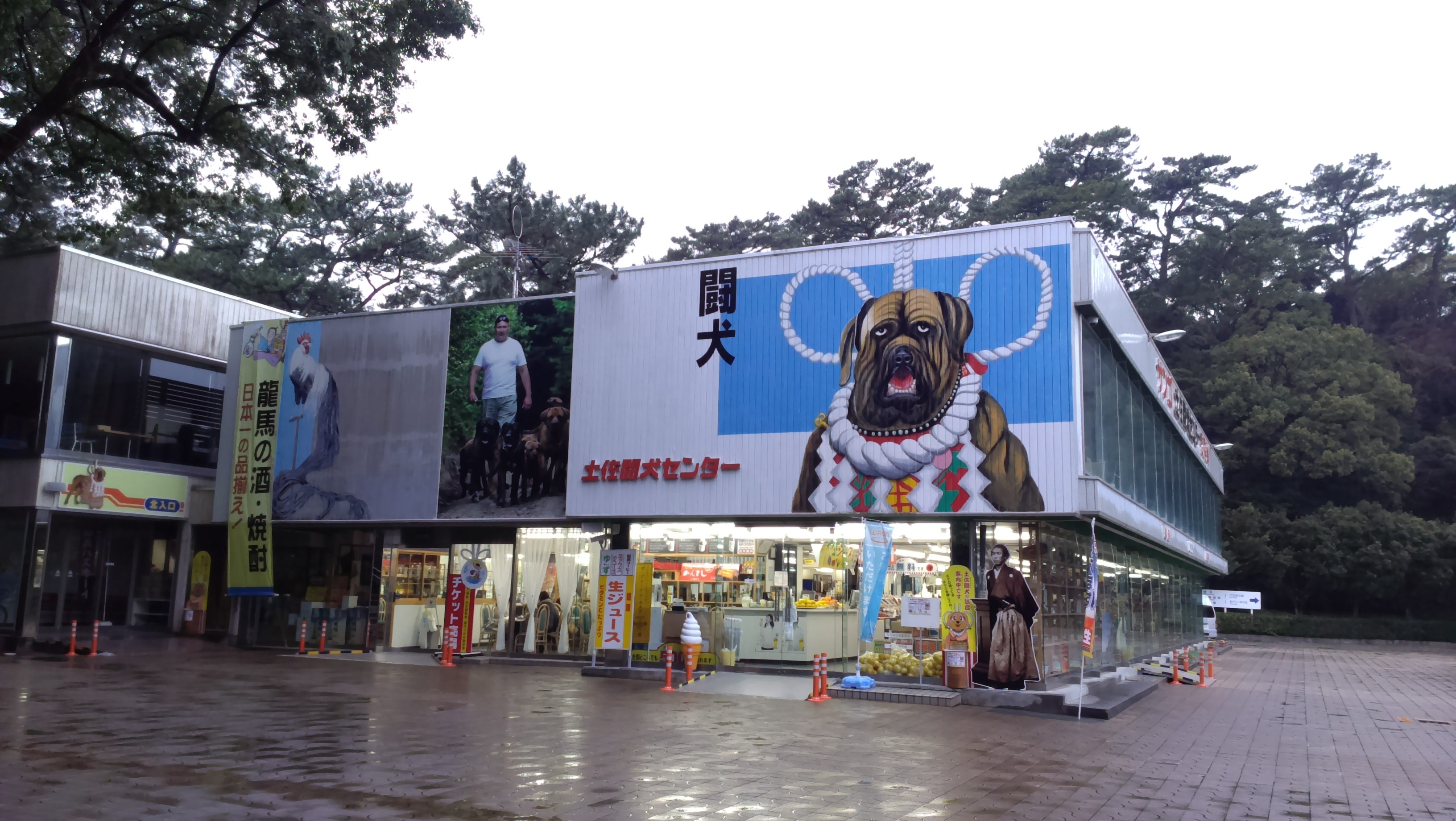
Kampfzentrum in der Präfektur Kōchi, ehemals Provinz Tosa.

In Japan sind in 41 Präfekturen Hundekämpfe (jap. 闘犬) erlaubt. Zu den Ausnahmen gehören Tokyo, Präfektur Kanagawa, Präfektur Fukui und Präfektur Ishikawa. In Hokkaido sind nur Hundekämpfe mit Tosa Kampfhunden erlaubt. Folgende japanische Hunderassen sind für ihren Einsatz bei Hundekämpfen bekannt:
- Der Tosa (japanisch offiziell 土佐闘犬  übersetzt, Tosa Kampfhund) ist eine Hunderasse die Anfang des 19. Jahrhunderts speziell für Hundekämpfe gezüchtet wurde. 1933 wurde die Tosa Inu Fördervereinigung gegründet und wenig später wurde die Rasse anerkannt. Im Mai 1994 wurde der Tosa Kampfhund als Naturdenkmal der Präfektur Kōchi ernannt.[36]
- Das Regelwerk für den Hundekampf unterscheidet sich extrem von den in Europa und Amerika geltenden Regeln. Es orientiert sich an dem Sumoringer. Wie beim Sumo heißt es: wettstreiten und kämpfen. Es gibt feste Regeln, wie die Hunde sich bewegen dürfen, selbst die Lautäußerungen sind festgelegt. Die Kampfzeit ist auf 30 Minuten begrenzt. Auch die sich im Ring befindenden Besitzer müssen sich streng an Vorgaben halten. Jede Verhalten im Kampf wird von drei Richtern, einem Wettkampfmanager und einem Inspektor bewertet. Bestimmtes Verhalten der Hunde kann zum Abbruch des Kampfes führen, so beispielsweise Zurückweichen, die Begrenzung der Kampfarena Pit berühren, Schutz suchen beim Besitzer, selbst bellen und knurren. Der betreffende Hund gilt als Verlierer. Gekämpft wird, wie bei natürlichen Hundestreitigkeiten, mit Schnauze und mit den Zähnen, wobei es auch zu schweren Verletzungen kommen kann. Diese werden während des Kampfes von einem Tierarzt behandelt und der Kampf wird dabei für fünf Minuten unterbrochen. Sumoähnlich führt das Niederdrücken und Blockieren am Boden zum Ende des Kampfes, wobei der blockierte Hund den Kampf verloren hat. Ziel ist nicht der Tod des Gegners, sondern der Stil des Kampfes selber, wie die Angriffe ausgeführt werden und wie sich die Hunde dabei bewegen.[37]

- Es gibt vier Gewichtsklassen, in denen die Hunde gegeneinander antreten: Kleine Hunde (33 kg bis 40 kg), mittelgroße Hunde (40 kg bis 47 kg), große Hunde (47 kg bis 57 kg) und besonders große Hunde (über 57 kg).[38]

- Seit Anfang des 17. Jahrhunderts wurde der damals mittelgroße Akita (japanisch 秋田犬) besonders in der Region Matagis in Akita zur Bärenjagd und für Hundekämpfe eingesetzt und gezüchtet. Ab 1868 wurden Tosas und Mastiffs eingekreuzt, wodurch sich der Akita zu einer großen Rasse entwickelte.[39]